# Харманли

Панорама

Ха́рманли (болг. Харманли) — місто в Хасковській області Болгарії. Адміністративний центр общини Харманли.
Ха'рманлі — місто на півдні Болгарії. Розташовае приблизно за 34 км на схід від міста Хасково. Місто є третім за величиною в області після Хасково і Димитровграда.

## Населення
За даними перепису населення 2011 року в місті проживали 18 589 осіб.
Національний склад населення міста:
| Національність   | Кількість осіб | Відсоток |
| ---------------- | -------------- | -------- |
| болгари          | 13941          | 81,0 %   |
| цигани           | 1691           | 9,8 %    |
| турки            | 1411           | 8,2 %    |
| інша             | 50             | 0,3 %    |
| не визначились   | 109            | 0,6 %    |
| Всього відповіли | 17202          |          |

Розподіл населення за віком у 2011 році:
Динаміка населення:

## Географія
Місто розташоване поблизу ділянки зливання Харманлійської річки (відома в з назвою Олу дере (турецькою — тісна балка) з річкою Мариця, за 33 км на схід від обласного центру Хасково.
Трансконтинентальна дорога із Західної Європи проходить через місто до Софії та на Стамбул.
У місті є залізнична станція на лінії Свиленград-Пловдив-Софія.

## Історія

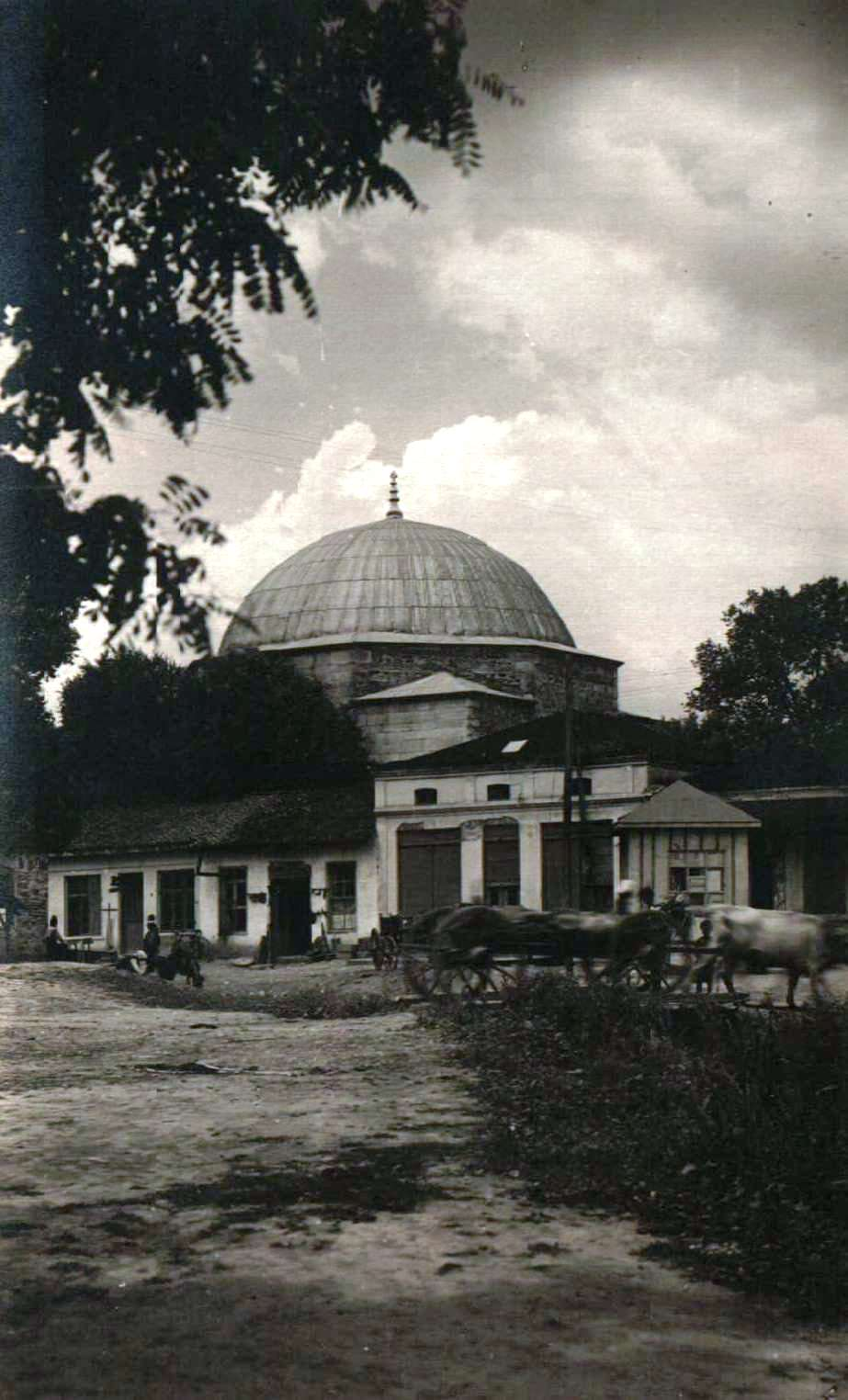
Мечеть, 1930

Докази археологічного характеру про існування поселення в околицях сьогоднішнього міста Харманлі були зареєстровані в різні роки. 2004 року археологи Крум Бачваров, Венцислав Божков, Вікторія Петрова та команда з 5 студентів-інтернів провели дослідження доісторичного поселення, розташованого за 3 км на північ від міста. Воно належить до пізнього неоліту та раннього енеоліту (мідно-кам'яної доби). У часи пізньої бронзи і ранньої залізної доби було створено невелике село, розташоване недалеко від нинішнього міста, в урочищі, відомому харманлійцям як «Чортлене». Воно продовжує існувати в пізні епохи. Існуючий курган в районі місцевого парку відпочинку, що називається Міський сад, а також знахідки, під час будівельних робіт, свідчать про існування давнього поселення в самому центрі міста. Розкопана кераміка в районі сучасного парку дороманської епохи. Від середньовіччя знаходяться залишки фортеці і фрагменти кераміки, знайдені над Харманлі, виявлені під час розкопок в околицях сучасного парку. У нинішньому вигляді і у сьогоднішньому місці, однак, Харманлі з'явився лише близько 1510 року. Саме тому цей рік вважається початком існування сучасного міста — спадкоємцем населення багатих матеріальних і духовних культур у попередні епохи.

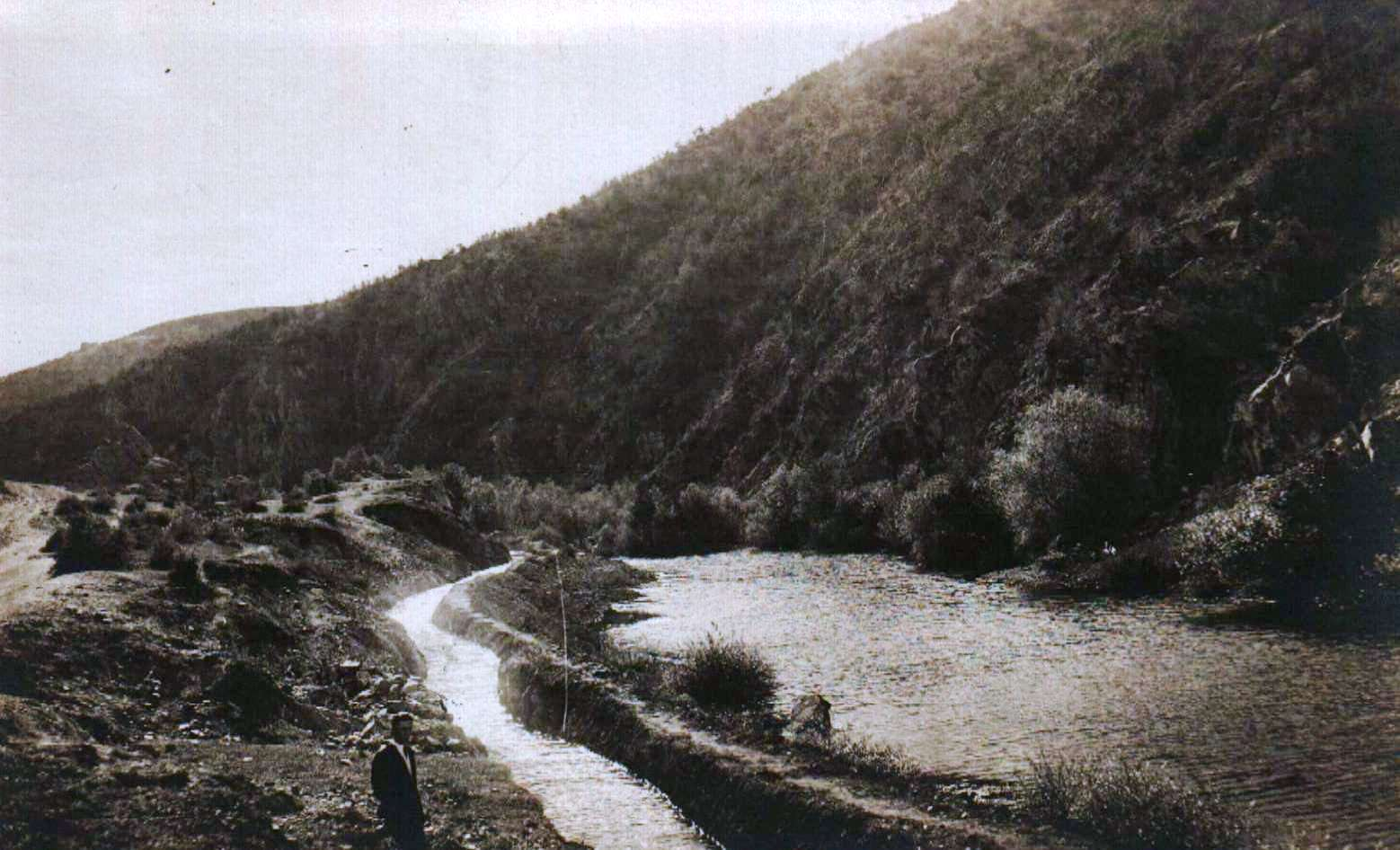
Харманлийска река (Улудере) в Харманлі

Все починається з караван-сараю, побудованого для розміщення торговців і мандрівників на шляху до Константинополя, навколо якого поступово формується село і «харман» — рівне місце, де було обмолочували пшеницю. Місце було придатне для молотарки через води річки Олу дере. Люди, що працювали на хармані, називалися «харманлії», звідки виникла назва міста.
Згідно з історичними джерелами та місцевою легендою, у цих краях є могила прилепського короля Вукашина Мрнявчевича, батька Марка — залишився в пам'яті народу як король Марко, переможеного турками у битві біля сусіднього села Черномен (сьогодні Орменіо в Греції) 26 вересня 1371 р.
У 1833 році в Харманлі було засновано монастирську школу, в 1835 році — збудовано церкву "Св. Атанасій ", а після 1833 — і школу. Незадовго до Визволення було створено громадський центр (1870), названий в 1899 році «Дружба». 1873 року введено в експлуатацію ділянку Румелійської залізниці, яка пізніше стала частиною маршруту відомого «Східного експресу».
Місто звільняється від османського правління частинами фронтового загону ген. Гурко 6 (18 в новому стилі) січня 1878 р. До 1885 р. місто знаходилося в межах Східної Румелії і до 1913 р. було останнім прикордонним містом Королівства Болгарія, і тільки після цієї дати територія країни була поширена до Свиленграду. У місті після Визволення закладені основи типового для малих міст життя — державні та громадські установи, банки, підприємства (переважно легка промисловість — переробка тютюну, обробка текстильних волокон, фабрика кераміки з 1930-х років). Освіта починає розвиватися у 1908—1909 рр. У місцевій школі відкрився перший клас середньої школи, пізніше — педагогічна школа; початкові школи — школа ім. А. Константинова в 1910 р., школа ім. Івана Вазова. З'являються культурні заклади — драматичні вистави в середній школі «Дружба», створюється учнівський струнний оркестр. Виникає військовий 6-й кінний полк і 9-а піхотна рота, прославлена участю у війнах. Місто зазнало жертв як на Балканських, так і у Першій світовій війні.
У післявоєнні роки, а також до кінця Першої світової війни біженці з Егейської та Західної Фракії, а також з Македонії, Албанії та Малої Азії були масово заселені в Харманлі. Вони назавжди змінюють вигляд малого міста. До 9 вересня 1944 року місто залишається переважно аграрним, більша частина населення займається сільським господарством і тваринництвом, і лише невелика частина людей є найманими працівниками або великими власниками.
Тільки після 9 вересня місто побудувало відомі підприємства, деякі з яких вже не існують. Побудовано керамічний завод, завод електричних двигунів, меблева фабрика. Завод з переробки шовкових волокон був замінений текстильною фабрикою (раніше «Маргарит Гогов»), яка мала понад 1000 працівників. Релейна фабрика також створюється як частина тенденції будівництва підприємств з перспективним виробництвом. Продукція експортується за кордон. Створені хлібозавод, побутові служби та інше. Існувала також сучасна ферма, яка служила прикладом. Згідно з німецькою моделлю, біля Преславця була побудована велика свиноферма. Освіта також була успішною — текстильний та електротехнічний технікуми були відкриті замість закритого аграрного. Було кілька дитячих садків, три початкові школи, одна початкова та три середні школи. У зв'язку з професійним навчанням у 80-х рр. було відкрито УВК. Формуються самодіяльні фольклорні колективи. У певний період була рок-група. Загальний вигляд міста змінюється внаслідок прискореного житлового та громадського будівництва.
Демократичні зміни також відзначаються на Харманлі. Більшість соціалістичних підприємств збанкрутували, але виникає багато тих, що діють у сфері торгівлі, послуг (атвтомайстерні, сервіси), легка промисловість (пошиття одягу), харчова промисловість та будівництво. Протягом останніх кількох років активація була помічена в житловій та громадській інфраструктурі (дороги або будівлі), але все ще далека від бажаного. Негативні тенденції відзначаються через падаючу чисельність населення, і мають несприятливий прогноз, але можуть бути змінені в разі зміни економічної ситуації в місті (наприклад, кількість робочих місць і заробітної плати).
Мандрівники, які повідомили про Харманлі: Бенедикт Куріпик, Корнеліус Шепер, Антон Вранчич, Ганс Дерншвам, Штефан Герлах, Мельхіор Безолт, Рейнхольд Любенов, Хаджі Кальфа, Евлія Челебі та багато інших.

## Релігії
Громадяни Харманлі, здебільшого, є християнами. Мусульман мало. Є 2 великі церкви — Св. Афанасій, побудована в 1835 році, і Св. Іван Рильський, побудована в 1938 році. 2012 року почалося будівництво мечеті в сусідньому селі Шишманово.

## Економіка
Основними галузями економіки міста є сільське господарство, меблева промисловість, переробка олій і м'яса, ремонт і обслуговування автомобілів. В недавньому минулому Харманлі був важливим центром у сфері легкої промисловості — виробництва та експорту шовку та готових тканин.
У місті є 2 винні заводи, які виробляють вина високої якості, переважно з місцевих виноградників.

## Державні установи

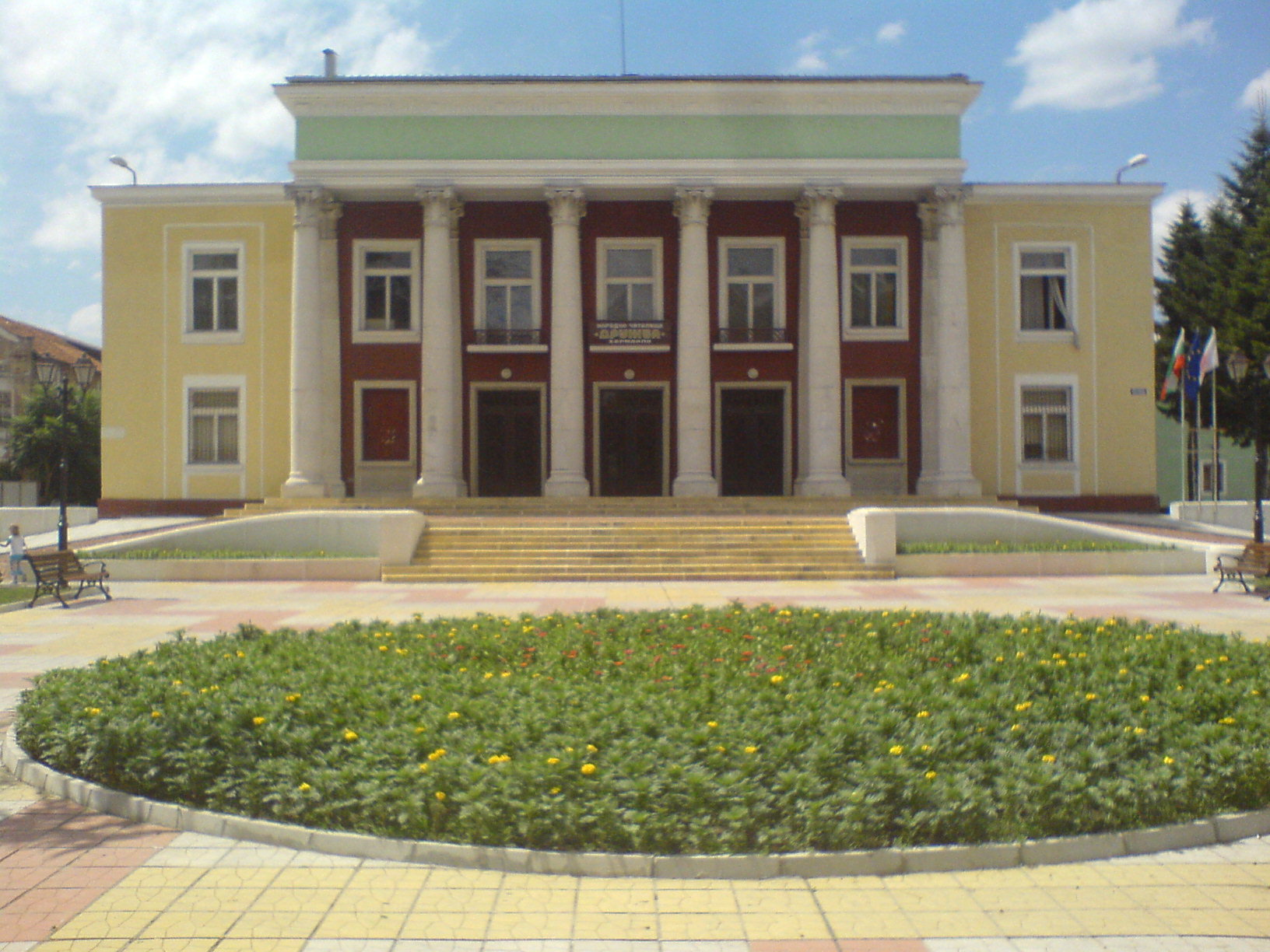
Громадський центр в Харманлі

Основні державні установи міста — муніципальна адміністрація з відповідними відділами: бюро праці, обласного управління поліції, районного суду, управління соціальної допомоги та інші.

## Визначні пам'ятки

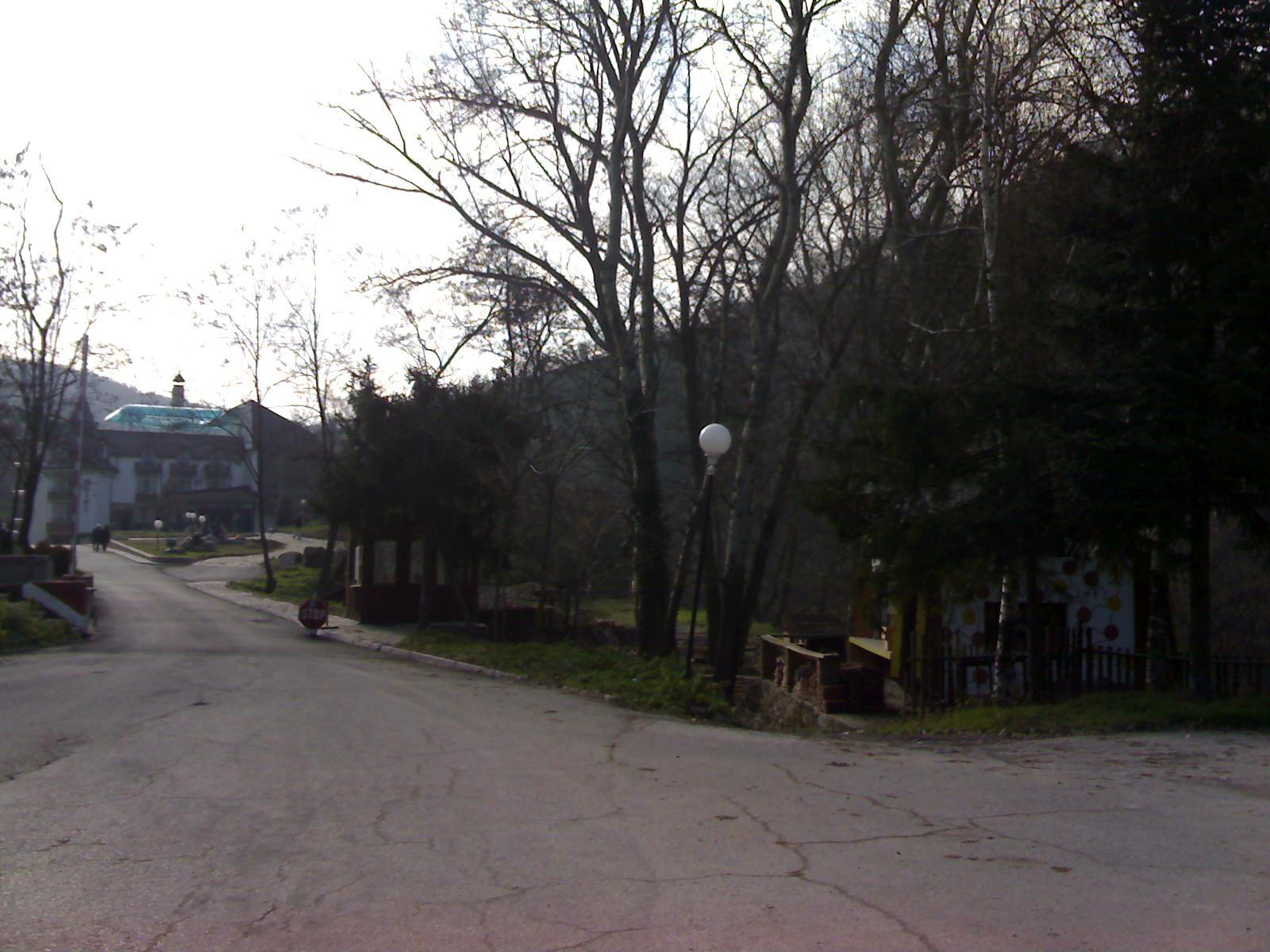
Урочище «Приказка»

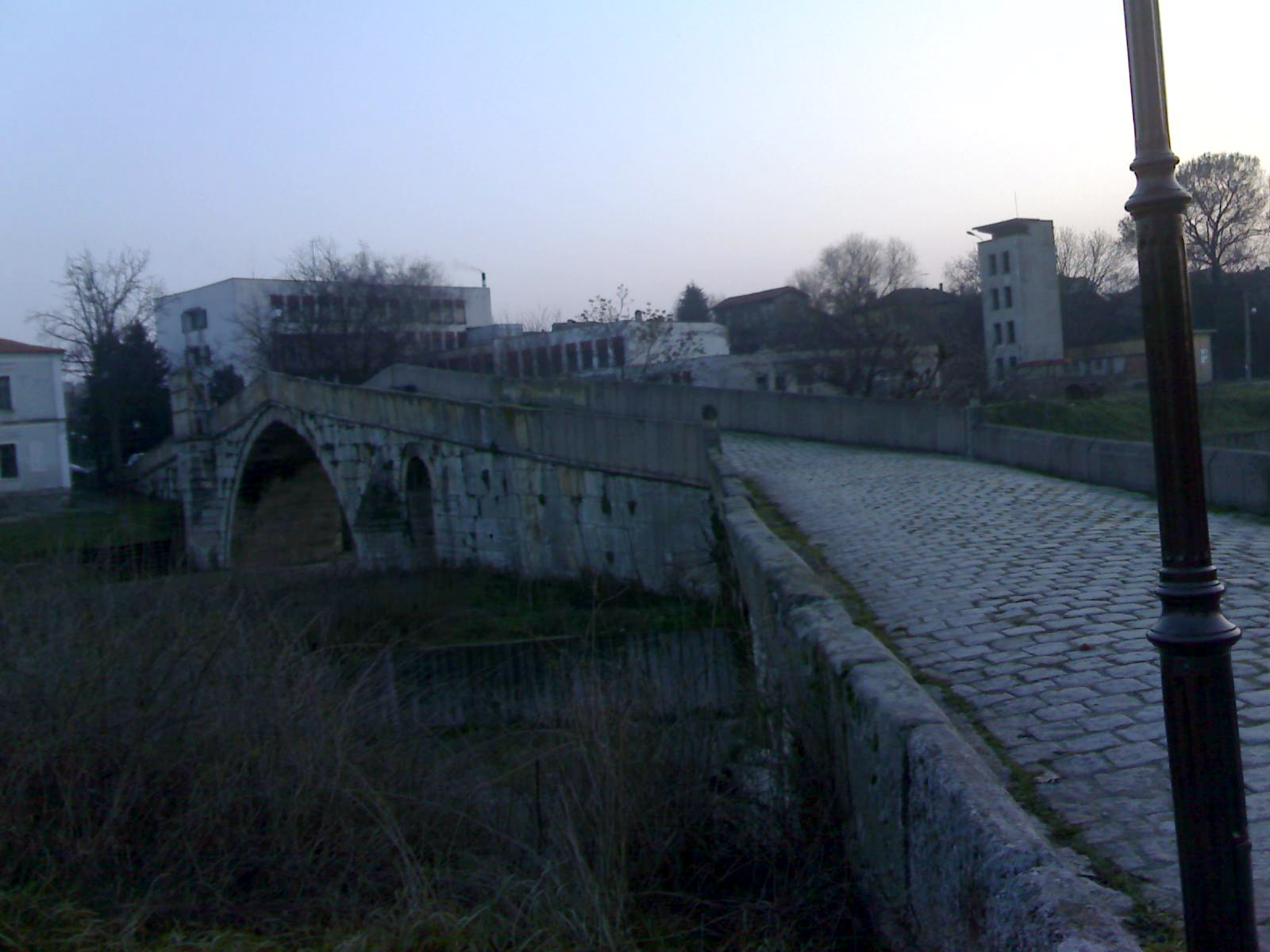
Горбатий міст (1585 р.)

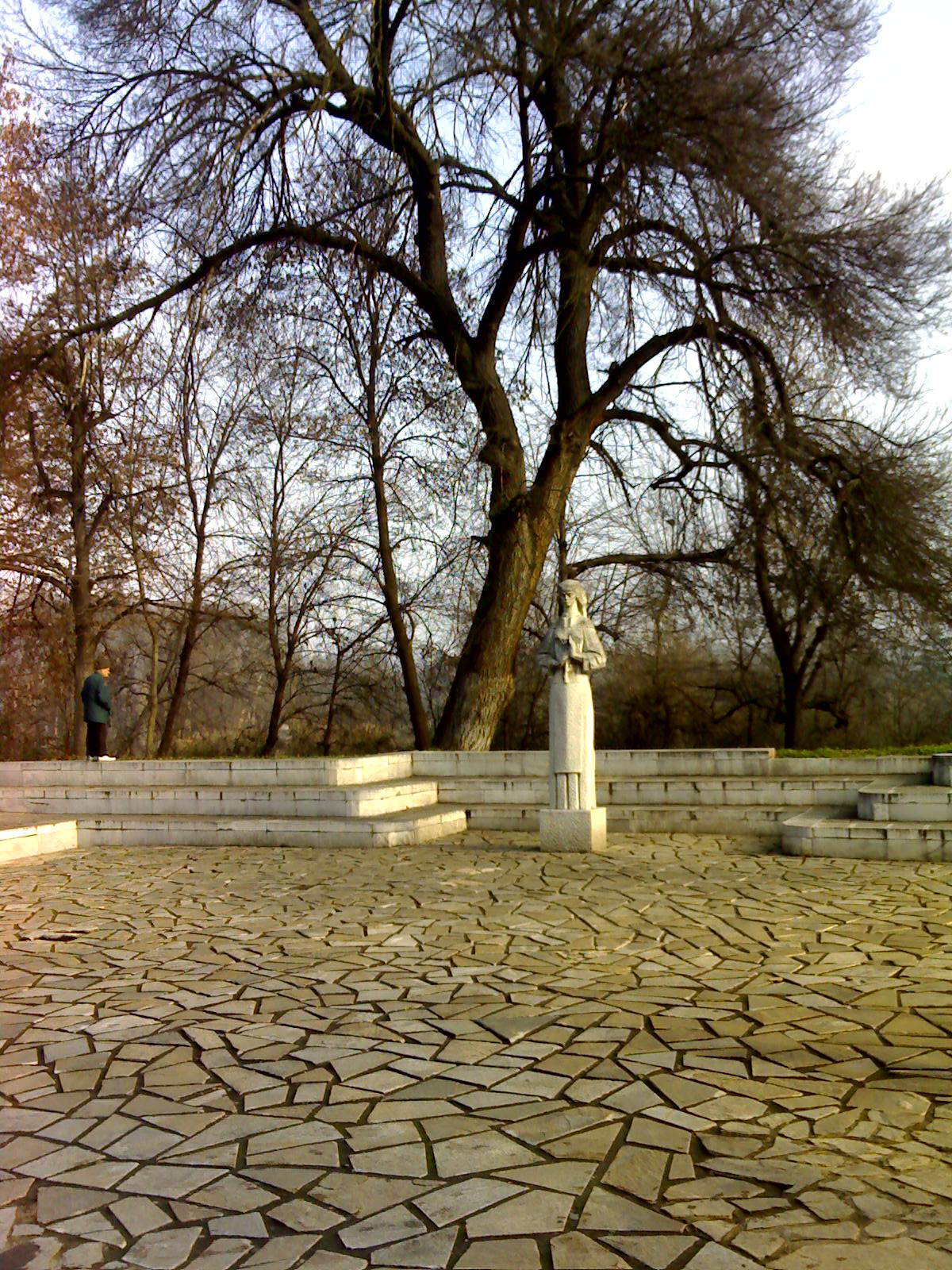
Джерело

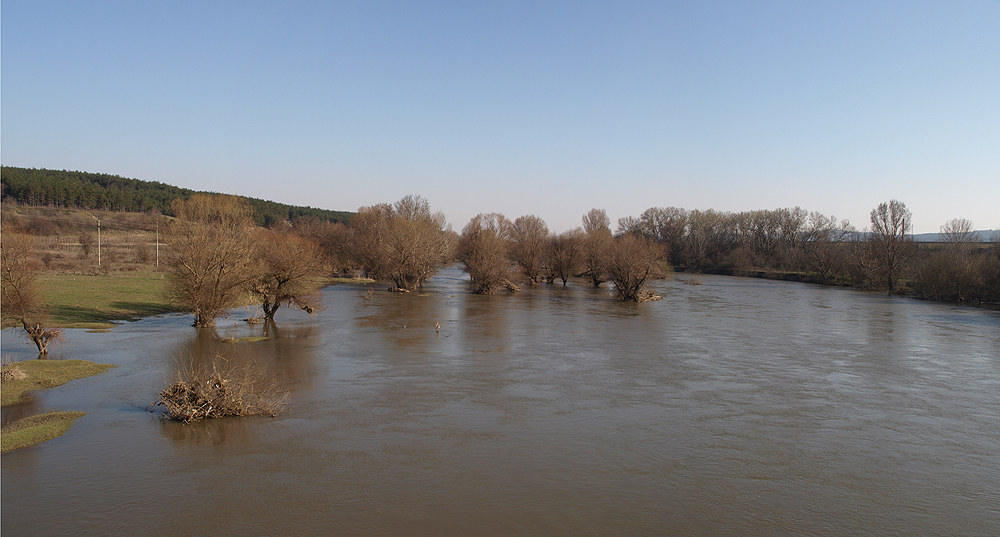
Повінь на р.Мариця

На південно-західній околиці міста знаходиться прекрасна ущелина, де тече річка Харманлійська (Олу дере). Там, на схилах місцевих пагорбів, утворився мальовничий сосновий гай. Тут розташований гребний канал, а трохи вище вгору знаходиться культурний центр сучасного болгарського поп-фольклорного ресторану «Приказка», разом з нещодавно побудованим готелем.
У місті розташовані залишки так званого «караван-сараю». Це була своєрідна придорожня станція, яка служила ночліжкою для путників з і до Константинополя, а також для заміни коней султанських караванів, посланців і т. ін. У другій половині XVI століття Сівауш паша отримав від султана місцеві землі від Харманлі до Свиленграда за особливі заслуги. Сьогодні збереглася лише одна стіна, з написом, що свідчить про 500-річну історію міста.
Над річкою Харманлійською, за будівлями міського суду та музею знаходиться «Горбатий міст». Це один з найстаріших мостів у цьому районі — побудований у 1585 році. Він має своєрідну архітектуру. Згідно з археологічними дослідженнями, він і караван-сарай були побудовані одночасно, і, ймовірно, з ініціативи Сіавуш-паші (хорвата за походженням, який прийняв іслам і став візиром).
Міст — це пік османського мистецтва. Нині під ним немає річки, яка відведена проєктом багато років тому, згідно з яким повинно бути озеро.
Прекрасне місце — гора Тріфона, з якої все місто видно як на долоні.
Ще однією важливою пам'яткою в околицях Харманлі є дольмен біля села Остир Камик. Передбачається, що це неолітичний будинок доісторичних людей, які населяли цю місцевість.
На східному кінці, на виїзді з Харманлі у напрямку Свиленграда, лежить «Джерело Белоноги». Воно було перетворене на фонтан, на якомуо є пластина з віршем з поеми Петка Славейкова і з статуєю Гергани, що прославила болгарок і приголомшила великого візира Османської імперії.
В рамках проєкту розроблена еко-траса від оновленої гребної бази через ресторан «Приказки» до Дядотодорового фонтану.
Вівтар церкви «Св. Іван Рильський» — чудовий витвір різьбового мистецтва.
У місцевості «Дефілето», на річці Харманлійська можна побачити привабливі природні явища, включаючи малий водоспад. Поруч знаходяться залишки середньовічної фортеці.
Центр міста також красиво оформлений фонтанами, парком і пабами, які збирають багатьох відпочиваючих і відвідувачів протягом усього вихідного дня.

## Театри

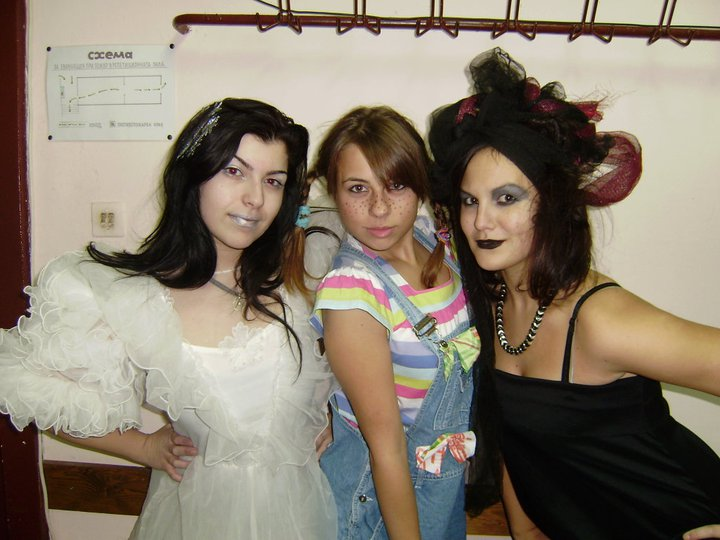
Трупа

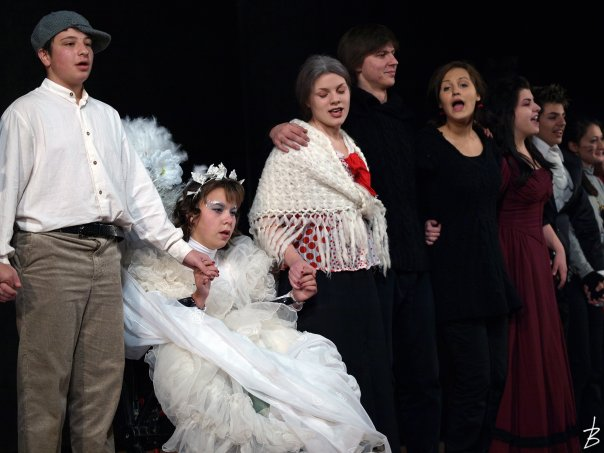
Трупа1

У Харманлі є красивий, відновлений театр, який є частиною громадського центру «Дружба». На його сцені часто бувають трупи з усієї країни. Створюються дитячі групи, організовуються концерти місцевих народних танців, фортепіано і гітарних груп.
У листопаді 2007 року молоді ентузіасти Зорниця Боянова та Румяна Костова у співпраці з громадським центром «Дружба» створили діючу трупу. Керівник — знаменита хасковська актриса Светла Рудева. Цей маленький крок допомагає активізувати культурне життя в Харманлі, залучаючи молодих акторів до виступу в численних п'єсах, скетчах і т. ін.

## Музеї
У 1964 р. на базі громадського центру «Дружба» було створено музейну колекцію. Відкрита для відвідування з 18 січня 1968 року. Його першим куратором стає Златан Петров. Спочатку експонати музейної колекції поділяються на три розділи — «Археологія», «Етнографія» та «Революційний рух». У 90-х роках минулого століття збірка була перенесена до невеликого будинку колишнього поштового відділення, яка оголошена пам'яткою культури. 2000 року, згідно з рішенням міської ради Харманлі, збірка була перетворена в Історичний музей — Харманлі за згодою колишнього міністра Емми Москової. Музей має понад 15 000 експонатів, є бібліотека та конференц-зал. Загальна площа музею становить 800 м² на двох поверхах. Простір перед музеєм має форму відкритої сцени (ротонда) з сидіннями, що дозволяє проводити події на відкритому повітрі, а за музеєм формується лапідарій.

## Регулярні події
Є кілька щорічних заходів, що відбуваються в Харманлі. Найближчими до серця людей є данина Трифону Зарезану на вершині гори Трифончето.
Ще однією подією є ярмарок, який проводиться кожну осінь першого або другого тижня жовтня.
Ще один щорічний захід — це конкурс «Поети з гітарою». А найкраща подія — свято міста — 2 травня. Святкування тривалістю близько тижня включають багату і різноманітну програму спортивних і культурних програм. Іншою подією є «Мото-фест», організований мото-клубом «Шакали» в Харманлі, який проходиться у місцевості «Казала» поблизу міста в літні місяці.
У 2015 році відбувся молодіжний музично-театральний фестиваль «Срешта».

## Особи

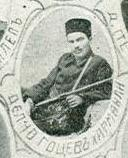
Дельчо Коцев

- Дельчо Коцев (1876—1956), революціонер від ВМОРО
- Ані Качулева (1920—2003), актриса кіно
- Атанас Маргаритов (1912—1998), диригент
- Бакалов Василь, македоно-одринський ополченець
- Йорданка Димчева (1924 -?), оперна співачка, меццо-сопрано
- Генчо Стоєв (1925—2002), письменник
- Димитр Лавчев (народився у 1952 р.), віртуозний гармоніст
- Димитр Марашлієв, футболіст
- Живко Гарванов (1934—1998), актор і кінематографіст
- Михайло Мутафов, актор
- Пепа Ніколова (1946—2006), актриса
- Йорданка Кузманова (1938), актриса
- Груйчо Дочев (1934—2014), співак болгарських народних пісень
- Стефан Ботев (1968 р.), важкоатлет, олімпійський чемпіон
- Стоян Стоєв (1941—2000), актор
- Петро Льондев (1936), композитор
- Милко Петров (1928—2011) лікар і скрипаль
- Георгій Ніколов, письменник
- Гриша Трифонов, письменник і бард

## Інше
З 2017 року в Харманлі є табір для біженців.
Затока Харманлі на острові Антарктида носить ім'я міста.